# 町田義一
町田 義一（まちだ よしかず、1970年3月2日 - ）は、日本中央競馬会 (JRA) の美浦トレーニングセンターに所属する元騎手で現在は調教助手。茨城県出身。身長154cm、体重50kg、血液型O型。

## 経歴
1989年、JRA競馬学校を第5期生として卒業して騎手免許を取得し、田中和夫厩舎からデビュー。同期には田中勝春、佐藤哲三らがいる。
初騎乗は1989年3月4日、中山競馬第3競走のスイートルーシーで、16頭立ての15着。
初勝利は1989年4月1日の中山競馬第3競走のバーミヤーンで挙げた。
障害競走初騎乗は1989年4月22日、東京競馬第5競走のケンビューティで、9頭立ての3着。
1990年2月25日、中山牝馬ステークスでモリキサキに騎乗し重賞初騎乗（8着）。
1998年10月31日付をもって騎手を引退。通算成績は中央926戦50勝、地方4戦0勝。引退後は田村康仁厩舎の調教助手に転業した。